# Памятник Петру Куприянову (Жодино, проспект Ленина)
Памятник Петру Куприянову (бел. Помнік Пятру Купрыянаву) — памятник в городе Жодино Минской области Белоруссии. Расположен на проспекте Ленина в парке имени 50-летия Белорусского автомобильного завода. Внесён в Государственный список историко-культурных ценностей Республики Беларусь.

## История
Памятник Герою Советского Союза Петру Ивановичу Куприянову на проспекте Ленина в Жодино был установлен к 20-й годовщине Победы советского народа над нацистской Германией в Великой Отечественной войне. Инициатором создания памятника выступила комсомольская организация Белорусского автомобильного завода, которая и собрала средства на его возведение. Авторами памятника, который первоначально был полностью выполнен из бетона, стали скульптор Б. В. Ивонтьев, архитекторы В. П. Занкович и Л. М. Левин.
Торжественное открытие монумента состоялось в мае 1965 года. С этого времени здесь традиционно проводились праздничные митинги, пионерские сборы, различные общественные мероприятия, к памятнику организовывались экскурсии, молодожёны возлагали к нему цветы.
В 1971 и 2004 годах памятник подвергался реконструкции. В ходе последней реконструкции его верхняя часть была покрыта медью, а нижняя «оделась» в гранит. У подножия появилась гранитная цветочница. Сам же монумент в мае 2004 года по согласованию с Управлением по охране историко-культурного наследия Республики Беларусь был перенесён в парк имени 50-летия Белорусского автомобильного завода.
В 2007 году постановлением Совета Министров Республики Беларусь «О статусе историко-культурных ценностей» памятник Петру Куприянову был признан недвижимой материальной историко-культурной ценностью регионального значения (категория «3») и включён в Государственный список историко-культурных ценностей Республики Беларусь.

## Описание памятника
Памятник Петру Куприянову представляет собой стелу, в верхней части которой размещён барельеф — рельефное изображение в профиль мужской фигуры, выполненное на треть туловища. Импульсивное движение фигуры вперёд символизирует убеждённость, самопожертвование, архитектурное обрамление монумента напоминает флаг. В центре стелы выполнена надпись на белорусском языке — «Героі жывуць вечна» («Герои живут вечно»). Рядом со стелой находятся два блока с надписями-посвящениями на белорусском языке: «У г. Жодзіне ў 1926 г. нарадзіўся Герой Савецкага Саюза Петр Купрыянаў, які паўтарыў у гады Вялікай Айчыннай вайны бессмяротны подзвіг А. Матросава» («В г. Жодино в 1926 г. родился Герой Советского Союза Пётр Куприянов, который повторил в годы Великой Отечественной войны бессмертный подвиг А. Матросова»). Высота стелы составляет 2,5 м, блоков — 1 м.

## Охрана памятника
Постановлением Министерства культуры Республики Беларусь от 7 февраля 2019 года № 4 «Об утверждении проекта охранных зон недвижимой материальной историко-культурной ценности „Памятник П. И. Куприянову“ на проспекте Ленина в Жодино Минской области» были установлены следующие зоны охраны историко-культурной ценности: охранная зона и зона охраны ландшафта. Проект зон охраны был разработан проектным филиалом открытого акционерного общества «Белреставрация» по заказу ОАО «БЕЛАЗ» управляющей компании холдинга «БЕЛАЗ-холдинг».
Площадь охранной зоны историко-культурной ценности составляет 0,08 га непосредственно перед самим памятником. На этой территории запрещается: возведение зданий и сооружений; высаживание зелёных насаждений, которые загораживают памятник; установка рекламных конструкций.
Зона охраны ландшафта историко-культурной ценности определена на основе ландшафтного анализа природной среды и необходимости сохранения зелёной зоны, имеющей визуальную связь с монументом. В зону охраны ландшафта вошла часть территории парка, которая является фоном для памятника П. И. Куприянову. Её площадь составила 0,12 га. На территории зоны охраны запрещено изменять характер ландшафта и возводить здания и сооружения.